# Clemente Cortejón
Clemente Cortejón y Lucas (Meco, Madrid, 1842- Barcelona, 1911) fue un cervantista y crítico literario español.

## Biografía
Estudió Teología en el monasterio de San Lorenzo de El Escorial. Se doctoró en Filosofía y Letras en la Universidad central. Fue catedrático de Retórica en el Instituto de Barcelona (1877) y canónigo de la catedral de esa misma ciudad desde 1910. Miembro correspondiente de la Real Academia Española y miembro de la Academia Barcelonesa de Buenas Letras. Acumuló una importante biblioteca especializada en Cervantes y murió antes de ver completamente impresa su edición crítica del Quijote.

## Obra
Su gran obra fue El ingenioso hidalgo Don Quijote de la Mancha. Primera edición crítica con variantes, notas y el diccionario de todas las palabras usadas en las novelas Madrid: Victoriano Suárez, 1905-1913, 6 vols. La obra quedó interrumpida a la muerte de su autor en 1911, pero fue retomada sin embargo por los señores Givanel y Suñé, que tomaron sobre sí el esfuerzo de redactar las notas que quedaron pendientes; el diccionario no llegó a publicarse.
La obra era muy ambiciosa: anunció un aparato crítico que cotejaba 26 ediciones diferentes, listas de variantes, notas abundantísimas, etc., pero la obra perdió casi todo su crédito principalmente por cuatro causas: la animadversión directa de Cortejón hacia Diego Clemencín y otros comentaristas le llevó a forzar lecturas sin justificación alguna, los comentarios resultan largos y muchas veces extemporáneos, se autoatribuyó ideas y soluciones que resultan no ser suyas y dejó de explicar muchos de los cambios introducidos y de justificar lecturas modernizadas, entre otras razones que hacen incómodo el uso de su edición. No es la menos importante el hecho, capital para evaluar el rigor filológico de su edición, de no haber expuesto claramente en la introducción a su obra los criterios ecdóticos seguidos. En el tomo primero, p. clxv, dice:
Veintiséis jóvenes (y en nota, su nombre), sentados en torno de una mesa, repitiendo la lectura de cada capítulo hasta diez y doce veces, anotando las variantes que van saliendo, otro; eligiendo entonces el que esto escribe la lección más razonable, cuando el caso no parece dificultoso, o suspendiendo el juicio hasta nuevo y maduro examen...
El valor, pues, de la edición de Cortejón es escaso y resulta de difícil lectura y consulta.